# Фантастична четвірка
Фантастична четвірка (англ. Fantastic Four) — вигадана команда супергероїв з коміксів американського видавництва Marvel Comics, що була створена Стеном Лі та Джеком Кірбі 1961 року. Вперше з'явилася у коміксі «The Fantastic Four» #1.

## Історія
Будучи студентом університету, Рід Річардс вирішив здійснити міжзоряну подорож. Його сусід по кімнаті й найкращий друг Бен Грімм жартома пообіцяв, що сяде за штурвал корабля Ріда. Кілька років потому, працюючи аерокосмічним інженером, Рід реалізував мрію свого життя. Витративши левову частку свого чималого спадку, він, разом з урядом, профінансував проєкт будівлі міжзоряного корабля. Бен на той час став відомим льотчиком-випробовувачем і з радістю прийняв пропозицію керувати кораблем. Пізніше до них приєдналася давня любов і наречена Ріда Сью Шторм.
Проте проєкт був не надто вдалим. Коли уряд пригрозив припиненням своєї частини фінансування, Рід вирішив негайно сісти у корабель і вирушити в пробний політ. Бенові не сподобалася ця ідея, тому що система захисту корабля не була доопрацьована і могла виявитися не в змозі захистити екіпаж від сильних космічних випромінювань. З усім тим Рід переконав старого друга зайняти місце пілота в екіпажі. Сью та її молодший брат Джонні також наполягали на своїй участі, не бажаючи втратити можливість потрапити до історії. Четвірка потайки пробралася на пусковий майданчик, сіла у корабель і полетіла в космос, маючи намір відвідати іншу зоряну систему і повернутися назад. У цей час сильний спалах на Сонці викликав потужний викид космічного випромінювання, яке потрапило в корабель, виводячи з ладу схеми керування й опромінюючи команду. Бен був змушений перервати політ і повернути експедицію на Землю.
Опинившись на Землі, команда виявила, що космічні промені викликали у них серйозні мутації. Тіло Ріда отримало здатність пластично і м'яко розтягуватися, Сьюзен отримала змогу ставати невидимою, тіло Джонні стало здатне перетворюватися на згусток вогню, а Бен взагалі перетворився на м'язисту помаранчеву «істоту», вкриту товстою шкірою, що нагадує камінь. Усвідомивши, що відбулося, Річардс переконав своїх друзів, що вони повинні використовувати свої новонабуті здібності на благо всього людства.
Містер Фантастик, Людина-смолоскип, Невидима леді та Істота організували свій штаб в Будівлі Бакстера на Манхеттені. Джерелом фінансування організації стали численні винаходи і патенти Ріда Річардса. З цього моменту Фантастична четвірка взяла на себе нелегке завдання охороняти людство від усіх небезпек, що виходять за межі можливостей звичайних силових структур. Незабаром Сью одружилася з Рідом, народила сина Франкліна Річардса, а через кілька років — доньку Валерію.
Під час битви з прибульцями з Негативної зони Джонні загинув і його місце зайняв відомий супергерой Людина-павук, а команду було перейменовано на «Фонд майбутнього». Однак через деякий час з'ясувалося, що Джонні живий, і він повернувся до команди.

## Склад

### Оригінальний склад
| Персонаж         | Персонаж      | Приєднання                              |
| Ім'я             | Справжнє ім'я | Приєднання                              |
| ---------------- | ------------- | --------------------------------------- |
| Містер Фантастик | Рід Річардс   | «The Fantastic Four» #1 (листопад 1961) |
| Людина-смолоскип | Джонні Шторм  | «The Fantastic Four» #1 (листопад 1961) |
| Невидима леді    | Сюзан Шторм   | «The Fantastic Four» #1 (листопад 1961) |
| Істота           | Бен Ґрімм     | «The Fantastic Four» #1 (листопад 1961) |

## Поза коміксами

### Фільми
- «Фантастична четвірка» (2005)
- «Фантастична четвірка 2: Вторгнення Срібного серфера» (2007)
- «Фантастична четвірка» (2015)
- «Фантастична четвірка: Перші кроки» (2025)